# Бельгутей
Бельгутей (монг. Бэлгүдэй?, ᠪᠡᠯᠭᠦᠲᠡᠢ?) — младший единокровный брат Чингисхана.

## Биография
Бельгутей был младшим сыном Есугея и Сочихэл. Ещё в детстве Темуджин убил его старшего брата Бектера, что, однако, не помешало Бельгутею стать верным соратником, а впоследствии — полководцем будущего Чингисхана.
В 1202 году Темуджин решил уничтожить убийц своего отца — племя татар. На тайном семейном совете было решено вырезать всех татар, кто ростом выше тележной чеки, а остальных обратить в рабство. Бельгутей имел неосторожность рассказать об этом пленному татарину Церен-эке, и предупреждённые татары дорого отдали свои жизни. Рассерженный болтливостью Бельгутея Темуджин запретил ему впредь бывать на семейных советах.
У Бельгутея было трое сыновей, однако из потомства братьев Чингисхана только потомки Хасара получили права царевичей (тайджи), остальные вошли в состав аристократии.

## В культуре
Бельгутей стал персонажем романа И. К. Калашникова «Жестокий век» (1978).